# Бен-Порат, Йорам
Йорам Бен-Порат (англ. Yoram Ben-Porat; ивр. יורם בן-פורת‎; 1937, Рамат-Ган — 18 октября 1992 Эйлат, Израиль) — израильский экономист, президент и профессор экономики Еврейского университета в Иерусалиме, автор модели Бен-Пората.

## Биография
Йорам родился в 1937 году в Рамат-Гане в семье Симона и Мириам Бен-Порат. Поступил в Еврейский университет в Иерусалиме в 1957 году.
В 1961 году получил степень бакалавра искусств по экономике, а в 1966 году магистерскую степень по экономике в Еврейском университете в Иерусалиме. В 1967 году удостоен докторской степени по экономике в Гарвардском университете, научным руководителем был Саймон Кузнец.
Преподавательскую деятельность начал в качестве ассистента профессора в 1966—1967 годах в Чикагском университете. С 1967 года преподавал в Еврейском университете в Иерусалиме.
С 1976 года член Эконометрического общества.
С 1979 года директор Института Мориса Фалька для экономических исследований в Израиле. В 1988—1990 годах ректор, а в 1990—1992 годах президент Еврейского университета в Иерусалиме.
Йорам Бен-Порат погиб в автокатастрофе 18 октября 1992 года в возрасте 55 лет вместе со своей второй женой, доктором Яэль Коэн Бен-Порат и младшим сыном Яхали (1987—1992).

### Семья
У Й. Бен-Пората остались два сына, Ити и Ори, и дочь Рони от первого брака.

## Память
В память о профессоре Й. Бен-Порате в 1992 году был учрежден Институтом Мориса Фалька, Фондом Самуэля Ротберг и Еврейским университетом в Иерусалиме Фонд Бен-Пората, в рамках которого проходят ежегодные лекции памяти Й. Бен-Пората, учреждена ежегодная премия Бен-Пората выдающемуся молодому исследователю.

## Вклад в науку
В 1967 году Й. Бен-Порат в своей статье «Производство человеческого капитала и жизненный цикл доходов» впервые представил модель Бен-Пората — модель воспроизводства человеческого капитала в течение жизни индивидуума: в течение своей жизни индивид инвестирует в себя, то есть приобретает единицы человеческого капитала в соответствии с выгодами и издержками покупки этих единиц в текущем периоде жизни. Выгоды равны текущей стоимости дополнительной зарплаты, которая может быть получена благодаря дополнительной единице обучения, а издержки — это упущенный доход в связи с тем, что часть времени направлена на получение дополнительной единицы человеческого капитала. Приобретение человеческого капитала осуществляется до момента, когда предельные издержки сравняются с текущими предельными выгодами.
В 1980 году Й. Бен-Порат в своей статье «Семьи, друзья, фирмы и организация обмена» представил модель домохозяйства, в котором члены семьи заключают долгосрочный контракт для того, чтобы:
- пользоваться выгодой в специализации индивидов, включая и внутрисемейное разделение труда;
- использовать «неделимые» блага (дом, квартиру, автомобиль и т. д.), снижая стоимость жилья, автомобиля, экономя в масштабах семьи;
- вырабатывать гарантии взаимной помощи, поддерживать в период болезни и безработицы, в том числе длительное время.

Если с течением времени уверенность в надежности партнёра увеличивается, то контракт продлевается. Если индивид считает, что он не получает дополнительного дохода от ведения общего хозяйства, то контракт расторгается. Индивиды с высоким уровнем зарплаты не могут получать существенного дополнительного дохода от ведения общего хозяйства, что приводит к не заключению контракта.

## Награды
Бен-Порат был награждён:
- 1967 — диссертационная стипендия от Фонда Форда,
- 1974 — грант от Национального научного фонда.